# كان ياما كان (مسلسل مصري)
كان ياما كان، مسلسل تلفزيوني مصري عرض في رمضان 1434هـ/2013م. يتكون المسلسل من جزأين كلا منهما 15 حلقة الأول بعنوان (إكرام الميت)، والثاني بعنوان (أرواح أليفة).

## الجزء الأول (إكرام الميت)
تدور الأحداث حول فكرة أن الإنسان تفرض عليه الأقدار أمورًا عديدة كميلاده وأصله وبيئته وأهله، وأمورا يكون المرء فيها مسيراً، لكنه في أمور أخرى يكون له مطلق الاختيار والحرية كمسار مستقبله ونهجه في الحياة.

### فريق العمل

#### الجزء الأول (إكرام الميت)
| - كمال أبو رية - دنيا عبد العزيز:إكرام - محمد كامل - سلوى خطاب:فتحية - إيناس النجار - عصام كاريكا - ياسر علي ماهر - جيهان قمري - محمد عبد الجواد | - محمود عبد الغفار - محمد مرزبان - مها عثمان - أحمد صادق - جميلة عزيز - منة جلال - مفيد عاشور:عصام - يسري مصطفى | - بسام رجب - طارق كمال:ضيف شرف - عبد الحميد سند - مجدي بدير - إحسان الترك (إحسان ترك) - جمال حجاج - منة الشريف - رانيا مسعد | - حنان العربي - سهير رجب - احمد النمرسي - ياسمين عبد العال - حنان الشيمي - مروة زكي:زوزوه - حسين الرفاعي - حسن شاكر |

#### الإداريون
| - ضياء دندش:مؤلف - خالد بهجت:مخرج - روبير طلعت:مساعد مخرج أول - بنيامين حليم:مدير التصوير | - طارق عبد الفتاح:مدير التصوير - محمد نبيل:مونتير - محمد نبيل:مكساج - شركة صوت القاهرة للصوتيات والمرئيات:منتج | - حامد صبحي:مدير الإنتاج - قطاع الشئون المالية والاقتصادية - اتحاد الإذاعة والتلفزيون (ج.م.ع):موزع - ماجدة عزب:تصميم الأزياء - محمد بهجت:كلمات وأشعار | - عصام كاريكا:موسيقى وألحان - سيد أنور:مهندس الديكور - سعد عباس:إشراف عام |

## الجزء الثاني (أرواح أليفة)
تدور الأحداث حول «أليفة» الممرضة بأحد المستشفيات لتوليد السيدات اللاتي حملهن بطرق غير شرعية في منزلها وتبيعهم للعاقرات وتساعدها صديقتها وجارتها «مروة» في صفقاتها وتحتفظ بصورة من شهادة ميلاد كل طفل عليها اسم الوالدين الحقيقيين في الوقت الذي تحرم فيه أليفة من الإنجاب بسبب زوجها مما يزيد الخلاف بينهما.

### فريق العمل

#### بطولة
| - كمال أبو رية - نرمين الفقي - إيمي - عصام كاريكا - إيناس النجار - محمد سليمان - مفيد عاشور | - منة جلال - إيناس مكي - سامي العدل - يسري مصطفى - طارق النهري - محمد مرزبان - أحمد صادق | - أيمن عبد الرحمن - طارق كمال - جميلة عزيز - محمد يحيى - عبد الحميد سند - فاروق الرشيدي - حسن عيد | - محمد غيث - شريف الخيام - محمد محمدي - محمد سامي غنيم - حسين الرفاعي - مريم السكري - رانيا مسعد | - ايريني - ملك - مي صالح - حنان الشيمي - رحاب حسين - جمال عبد الحميد |

#### إداريون
| - ضياء دندش:مؤلف - خالد بهجت:مخرج - جمال الدرديري:مخرج منفذ - لينا الرفاعي:مساعد مخرج - أحمد توفيق:مدير التصوير - محمد نبيل:مونتير | - محمد نبيل:مكساج - شركة صوت القاهرة للصوتيات والمرئيات:منتج - حامد صبحي:مدير الإنتاج - قطاع الشئون المالية والاقتصادية - اتحاد الإذاعة والتلفزيون :موزع - ماجدة عزب:تصميم الأزياء | - محمد بهجت:كلمات وأشعار - عصام كاريكا:موسيقى وألحان - سيد أنور:مهندس الديكور - محمد منجي:ريجسير - سعد عباس:إشراف عام |